# Alianța otomano-bulgară
Alianța otomano-bulgară (sau turco-bulgară) s-a format la Sofia prin semnarea unui acord la data de 19 august (6 august s. v.) 1914 în timpul primei luni de la începerea Primului Război Mondial, deși, în acest timp, părțile semnatare erau neutre. Ministrul de Interne Talaat Pașa, și Președintele Camerei Deputaților, Halil Bey, au semnat tratatul în numele Imperiului Otoman (Turcia), iar Prim-Ministrul Vasil Radoslavov l-a semnat în numele Regatului Bulgariei. Alianța otomano–bulgară poate fi considerată drept o condiție prealabilă pentru ca Bulgaria să se alăture Puterilor Centrale după ce Turcia a intrat în război.
Tratatul alianței avea șapte articole. A fost un pact pur defensiv: obliga semnatara să intre în război numai în cazul în care cealaltă țară a fost atacată de o altă țară balcanică. Cele două puteri au convenit de asemenea să nu atace orice altă țară balcanică fără a se consulta între ele. Articolul al IV-lea a lăsat deschisă posibilitatea ca trupele otomane să poată traversa teritoriul bulgar pentru a ataca o altă putere. În cazul unui conflict fără o consultare prealabilă, ele au promis că vor rămâne neutre. Bulgaria a promis să notifice Turcia de orice mobilizare din partea sa, și în Articolul V, Turcia a fost de acord să negocieze o afirmare de neutralitate a României. În plus, tratatul trebuia să rămână secret pe durata războiului. Deși învăluit în secret ca tratatul cu Germania negociat de Ministrul de Război Enver Pașa, pe 2 august, tratatul bulgar a fost un document mai coerent și cu însemnătate mai mare.
După semnarea acordului, Otomanii au continuat să facă presiuni pentru un extinderea ofensivei îndreptate spre Rusia, dar fără nici un rezultat. Pe 22 august (9 august stil vechi), Marele Vizir Sait Halim a respins interpretarea alianței otomano-germane, prin care Turcia era obligată să intre la război, atunci când Germania dorea să o facă. El a ordonat miniștrilor din guvern să continue negocierile cu mai multe țări: cu România, Rusia, Grecia și Franța. După ce negocierile pentru o alianță anti-rusă cu România din 30 august au eșuat, Otomanii au sugerat aliaților germani că o alianță bulgară direcționată spre Serbia și Grecia este mai fezabilă. Germanii s-au opus, dar otomanii au trimis oricum un colonel la Sofia pentru a începe negocierile cu șeful statului major bulgar. Chiar și după intrarea în război, otomanii nu i-au informat pe germani de existența tratatului cu Bulgaria până în 17 decembrie 1914; iar Bulgaria nu a fost de acord să intre în război de partea Puterilor Centrale, până la Convenția de la Sofia din 6 septembrie 1915.